# 聲優Animedia
聲優Animedia是學習研究社發行的日本聲優雜誌。

## 概要
說是聲優雜誌，但基本上只有傾向為動畫配音的聲優，而且多為偶像派聲優。若山弦藏、川久保潔、大平透、加藤綠等資歷較高的聲優，武田廣、槇大輔、生野文治等的旁白聲優，幾乎不會在聲優Animedia看到。
另外，雖然雜誌叫「聲優Animedia」，但雜誌的版面結構和付送約二十頁的摺頁海報，比起「聲優版的Animedia」，更像「聲優版的Megami MAGAZINE」。

## 歷史
- 2004年作為「Animedia」的別冊而創刊，當時是一年四刊的季刊。
- 2005年成為隔月刊。
- 2007年2月號再升為月刊。
- 2023年9月重新成為季刊。
- 2024年6月10日發售「聲優Animedia 夏季號」後停刊[1]。

## 關聯項目
- 日本配音員
- Animedia
- Megami MAGAZINE
- 動畫雜誌

## 外部連結
- 聲優Animedia（e-animedia.net）

1. ↑  . ORICON NEWS. 2024-05-27  [2024-05-27]. （原始内容存档于2024-05-28） （日语）.